# 에빈 아마드
에빈 아흐마드(Evin Ahmad, 1990년 6월 8일 ~ )는 스웨덴의 배우이다.